# Арганси
Арганси (фр. Argancy) је насељено место у Француској у региону Лорена, у департману Мозел.
По подацима из 2011. године у општини је живело 1299 становника, а густина насељености је износила 113,45 становника/km².

## Демографија
| 1962. | 1968. | 1975. | 1982. | 1990. | 2011. |
| ----- | ----- | ----- | ----- | ----- | ----- |
| 635   | 731   | 758   | 1.007 | 1.058 | 1.299 |